# Rey Ruiz
Ruiz  Santiago est un nom espagnol. Le premier nom de famille, en général paternel, est Ruiz ; le second, en général maternel, souvent omis, est Santiago.
Reinerio Ruiz Santiago, dit Rey Ruiz, né le 21 juin 1966 à La Havane est un chanteur de salsa cubain connu sous le nom de El  Bombón de la Salsa. Il a atteint une renommée internationale en Amérique latine, en Europe et parmi les fans de musique latine aux États-Unis.

## Biographie
Dès son enfance, Rey Ruiz a souhaité devenir chanteur de salsa, il a reçu le soutien de ses parents, et très jeune il s'est souvent produit à la télévision cubaine, chantant des chansons pour enfants.
Il s'est ensuite  inscrit au conservatoire de musique de La Havane. Il sera tête d'affiche d'un spectacle joué à l'hôtel Habana Libre.
Rey Ruiz a joué dans le célèbre groupe de musique "Cabaret Tropicana".
Lors d'une tournée du Cabaret Tropicana en République dominicaine, il quitte groupe rejoindre quelques amis aux États-Unis.
Une fois installé là-bas, il a commencé une carrière en solo en tant que chanteur de salsa.
3 ans après son arrivée aux États-Unis, il sort son premier CD.
L'album éponyme "Rey Ruiz" est produit par Sony Records et remporte le succès notamment à Porto Rico, en République dominicaine, au Panama et au Venezuela .
L'album reçoit plusieurs récompenses : Prix Billboard de musique latine et Premios Lo Nuestro (révélation de l'année), et est certifié disque de platine.
Un prestigieux magazine de musique salsa décerne à Rey Ruiz le titre de "chanteur de salsa de l'année 1993".
"No Me Acostumbro" et "Amiga" sont devenus des tubes.
Il sort ensuite un album "Los Soneros de Hoy", hommage aux chanteurs de salsa des années 1960 et 1970.
Ruiz sort son deuxième album. Mi Media Mitad a été un grand succès aux États-Unis et en Europe, une fois de plus, classé au hit-parade américain Billboard et dans les charts européens.
Cet album est également certifié disque de platine.
Le single "Si te Preguntan" devenant un tube.
Rey Ruiz devient populaire en Colombie également.
Il se produit alors à New York au Madison Square Garden.
Il est désigné révélation artiste tropical/salsa de l'année aux Premios Lo Nuestro.
Le troisième album de Ruiz, "En Cuerpo y Alma" sort en 1995.
C'était le troisième album de platine de Ruiz d'affilée ; 
Ses chansons "Estamos Solos" et "Vuelve de Nuevo Conmigo" étaient des succès internationaux, et de nombreux experts en salsa considèrent cet album comme le plus important de Ruiz.
En 1996, avec la collaboration du célèbre auteur-compositeur colombien Omar Estefano et de Ricardo Quijano, Ruiz sort son quatrième album platine consécutif, intitulé "Destino".
L'une des chansons les plus acclamées par le public de cet album était « Miénteme Otra Vez ».
Son album suivant, "Porque es Amor" de 1997, n'a pas eu le succès commercial des quatre précédents de Ruiz, mettant fin à la série d'albums de platine de Ruiz.
Il contenait cependant trois chansons à succès majeures, y compris la chanson titre, ainsi que « Mi Angel » et « Tú no Sabes ».
En 1998, Ruiz a sorti un CD de ses plus grands succès, nommé "Exitos del Rey" (Rey comme son prénom mais aussi en espagnol rey veut dire roi).
Son album suivant, "Ya Ves Quien Soy"  est l'un des premiers CD à sortir sur le propre label de Ruiz, Luna Negra.
"Ya Ves Quien Soy" a été un autre succès commercial pour Ruiz, notamment au Brésil .
Ruiz a collaboré avec le chanteur brésilien José Augusto dans cet album, ils ont a enregistré une chanson en duo, « Siempre Mía ».
En 2000, Ruiz a rejoint le label Bohemia Records, publiant "Fenomenal" sous ce label. Le style de l'album était un peu plus affirmé, frais et résolument moderne par rapport aux offres précédentes, mais toujours très imprégné de la touche romantique de Ruiz.
En 2004, il sort "Mi Tentacion".
En 2008, Ruiz a réalisé le rêve d'une vie en se produisant sur scène avec certains de ses plus proches collègues musiciens au Adrienne Arsht Center for the Performing Arts à Miami.
Avec le gagnant d'un Grammy Arturo Sandoval, le gagnant d'Objectivo Fama Marlon et Los Tres de La Habana, cette collaboration musicale a été enregistrée en DVD.
Ruiz a signé un nouveau contrat d'enregistrement qui le ramène à son label d'origine Sony/BMG avec un album produit par Cucco Pena, l'un des principaux producteurs musicaux de Porto Rico.
De grandes entreprises telles que Pepsi-Cola, Miller et Sony lui ont également donné un grand coup de pouce comme figure représentative de leurs célèbres produits.

## Discographie

### Participations
- Albita, Rey Ruiz, Donato Poveda : album "Cuba: Un Viaje Musical" (2008)
- Mario Ortiz Jr., " Arrollando el Sabor", sur l'album "Mario Ortiz All Star Band" (2014)
- Aymee Nuviola ft. Rey Ruiz : Pa' Lante Puerto Rico (single, 2017)